# Osmia dakotensis
Osmia dakotensis är en biart som beskrevs av Michener 1937. Osmia dakotensis ingår i släktet murarbin, och familjen buksamlarbin. Inga underarter finns listade i Catalogue of Life.